# Asociación Deportivo Cali
Asociación Deportivo Cali, mer känd som enbart Deportivo Cali, är en idrottsklubb från staden Cali i Colombia. Klubben grundades den 23 november 1912 och är mest känd för sitt fotbollslag, men har basket-, volleyboll- och simningslag. 

## Titlar

### Fotboll
- Categoría Primera A
  - Vinnare (9): 1965, 1967, 1969, 1970, 1974, 1996, 1998, 2005-F, 2015-A

## Kända spelare
Se också Spelare i Deportivo Cali
- Carlos Valderrama
- Mario Yepes

## Kända tränare
Se också Tränare i Deportivo Cali
- Carlos Bilardo
- Óscar Tabárez